# Végh Péter (országbíró)
Verebi Végh Péter (Vereb, 1725. december 12. – Sopron, 1807. március 5.) királyi tanácsos, tárnokmester, országbíró.

## Életpályája
Tehetős köznemesi családban született Végh Péter (1671-1751) udvari titkár és csúzi et puszta-szent-mihályi Csúzy Julianna (1695-1782) gyermekeként. 1762-1765 között koronaügyész volt. 1770-től kamarai tanácsos és a Szent István-rend kincstárnoka is volt. Munkásságát a Szent István-rend keresztjével jutalmazták. 1780-1789-ig II. József mellett királyi személynök volt. 1782-ben nevezték ki Baranya vármegye főispánjává, mely tisztséget haláláig látta el. 1789-1795 között tárnokmester volt. 1795 júliusában nevezték ki országbírónak, e tisztséget is haláláig viselte.
Mária Terézia úrbérrendezés korában, idősebb Végh Péter özvegye 4 úrbéri földbirtokkal rendelkezett, összesen 370 úrbéri holddal, 17 jobbággyal és 5 zsellérrel. Ifjabb Végh Péternek másrészt, összesen 402 úrbéri holdja, 13 jobbágya és 4 zsellére volt.

## Házassága és leszármazottjai
Verebi Végh Péter feleségül vette felsőbüki Nagy Évát (1732-1780), felsőbüki Nagy István soproni főjegyző kancelláriai tanácsos és Filszky Gabriella lányát. Neje halála után elvette gróf Nádasdy Erzsébetet (1744-1814), azonban tőle nem született gyermeke. Az első házasságából származott:
- István (1762-1834) baranyai főispán, helytartó tanács alelnök, Szentistván vitéz aranysarkantyús
- Péter (1765-1797) fejéri főjegyző, királyi tanácsos
- Anna, felsőbüki Nagy József (1743-1801) királyi személynök felesége.